# Douchi
El douchi (xinès simplificat: 豆豉, pinyin: dòuchǐ) és un condiment molt popular de la gastronomia xinesa, utilitzat per elaborar salsa de fesol negre. No s'ha de confondre amb el fesol negre, una varietat de fesol comú utilitzada a diverses zones d'Amèrica del Sud i Central.
El douchi es prepara en salar i deixar fermentar i la soia. Aquest procediment torna les llavors negres, toves i gairebé seques. L'olor resultant és forta, agra i picant amb gust salat i un poc amargant i dolç. Aquest procés i producte són similars a l'ogiri i el iru, ambdues receptes són africanes amb els fesols fermentats.

## Ús

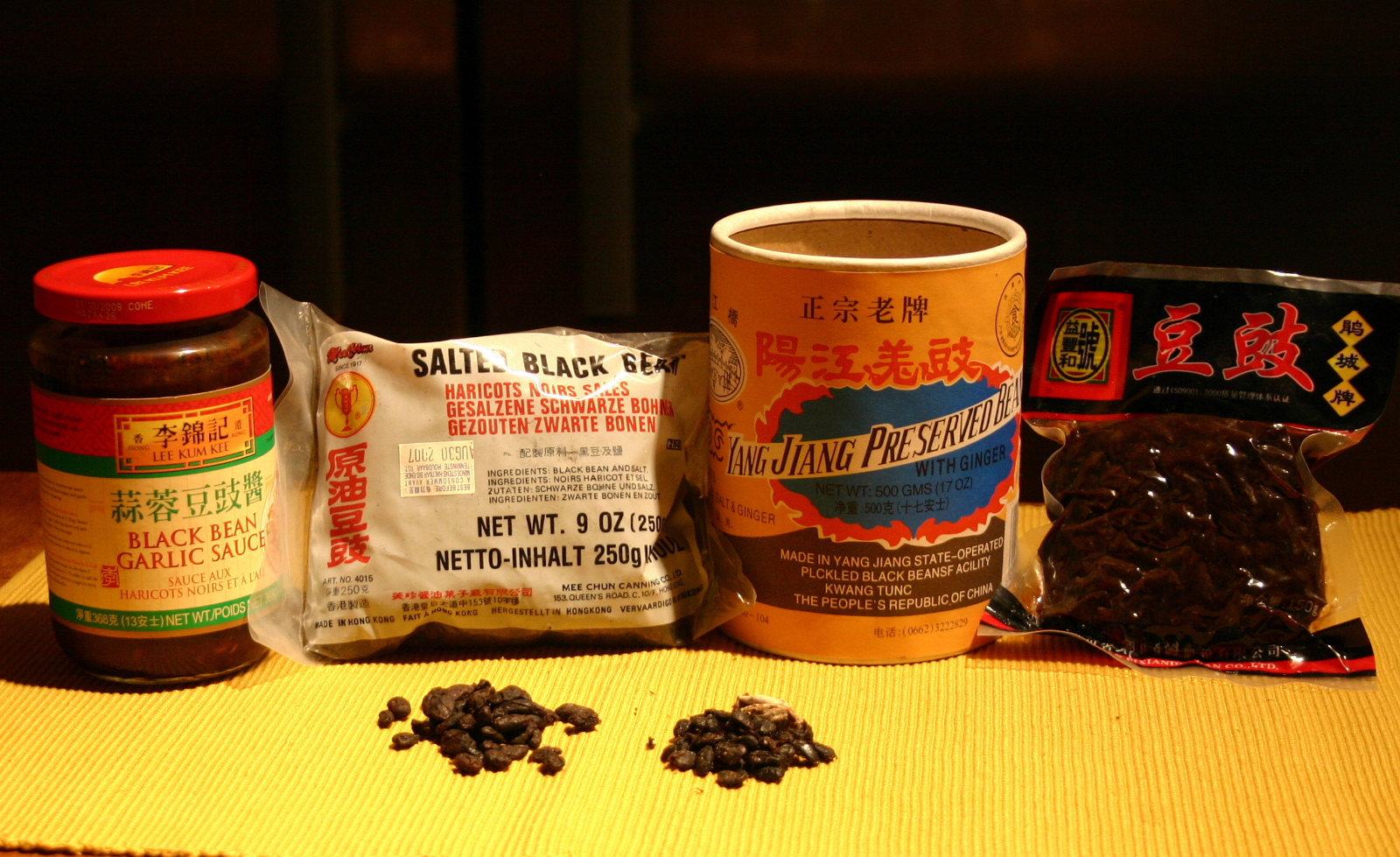
Diversos productes de douchi.

El douchi es fa servir especialment per a condimentar peix o verdura fregida (especialment meló amargant i verdura de fulla). A diferència d'altres productes a base de soia fermentada, com el nattō o el tempeh, el douchi es fa servir només com a condiment i no es consumeix en grans quantitats donat que és molt salat.
Algunes receptes comunes amb douchi són les costelles magres al vapor amb fesols negres fermentats i bitxo (豉椒排骨) i la carpa de fang xinesa amb fesols negres fermentats (豆豉鯪魚).

## Pasta de fesol negre
És un condiment xinès (pasta de fesol negre o salsa de fesol negre i all; 蒜蓉豆豉酱) amb douchi, all i salsa de soia.